# Bizkaibus
Bizkaibus es el servicio de transporte público de pasajeros por autobús de la provincia y territorio histórico de Vizcaya, España. El servicio pertenece y es gestionado por la Diputación Foral de Vizcaya, bajo la coordinación del Consorcio de Transportes de Vizcaya (CTB). Los buses pueden ser identificados fácilmente por su distintivo diseño verde.
Desde finales de los años ochenta, la administración foral agrupó paulatinamente, bajo la marca BizkaiBus, las diversas líneas provinciales de transporte regular de viajeros. Dichas líneas eran y son operadas por distintas empresas privadas del sector de transporte de pasajeros por carretera, cuya actividad es regulada mediante concesiones. Actualmente, el servicio comprende las siguientes adjudicatarias:
- PESALUR, S. A. (UTE de Transportes PESA y PESA Bizkaia)
- Ezkerraldea-Meatzaldea Bus, S.A. (UTE de Transportes Colectivos y Transitia)
- Busturialdea-Lea Artibai Bus, S. A. (UTE de Rutas del Cantábrico y Transitia)
- Grupo Acha Movilidad Lujua Txorierri Mungialdea, S. A. (UTE de Encartaciones S.A., Compañía de Autobuses Vascongados y Autobuses de Lujua)
- Grupo Acha Movilidad Enkarterri, S. A. (Encartaciones S.A.)
- Eusko Trenbideak - Ferrocarriles Vascos, S. A.

En 2007 el número de usuarios llegó a más de 30 millones, lo que supuso un descenso del 5,9 % con respecto al año anterior. Esta pérdida de pasajeros se da de manera continua desde 2003, siendo la principal causa de este hecho la ampliación de las líneas del metro de Bilbao.

## Alcance
Las distintas líneas con las que cuenta Bizkaibus cubren la práctica totalidad del territorio provincial vizcaíno; solo el municipio de Aracaldo carece del servicio debido a su baja población, ya que los pueblos Izurza y Mañaria, a pesar de carecer de servicio, disponen de un autobús de ÁlavaBus de la línea Durango-Vitoria que cubre este servicio, pero esta línea no es integrada en Bizkaibus porque su recorrido es muy corto dentro de la provincia. También prestan servicio a cinco municipios de Álava: Amurrio, Arceniega, Ayala, Llodio y Oquendo; además de Éibar, Mondragón y Motrico en Guipúzcoa y el enclave cántabro en Vizcaya del Valle de Villaverde.

## Historia
Bizkaibus fue puesta en marcha por la Diputación Foral de Vizcaya para englobar todos los servicios interurbanos de Vizcaya. La primera empresa en entrar en el programa fue Transportes Colectivos en 1988. Encartaciones lo haría en 1994, la Compañía de Autobuses Vascongados en 1996, PESA Bizkaia en 1997, Eusko Trenbideak en 2002, ADNOR en 2005 y Autobuses de Lujua en 2007.
En noviembre de 2005, las líneas que comunicaban Bilbao con Castro Urdiales fueron sacadas de la red de Bizkaibus, pasando a ser gestionadas únicamente por Encartaciones.
En 2006, el déficit de Bizkaibus aumentó de 47 a 56,2 millones de euros por la caída de viajeros en las líneas de Margen izquierda, debido a la ampliación del metro y a recortes del servicio, al contrario que los autobuses urbanos de Bilbao que sí han logrado mantenerse e incluso aumentar viajeros a pesar del metro, hasta el 2008 que sólo bajó ligeramente.
El 19 de noviembre de 2008, la Diputación puso en servicio una nueva aplicación en la página web de Bizkaibus, con la cual los usuarios podrán conocer la situación de cada uno de los autobuses mediante mapas y ortofotos, además de otros datos en tiempo real. También ofrece la posibilidad de conocer información sobre los servicios mediante SMS y aplicaciones para dispositivos móviles.
En septiembre de 2009 se llevó a cabo un rediseño en la imagen de la marca Bizkaibus, sustituyendo los colores institucionales amarillo y azul por el verde. El cambio se vio reflejado tanto en la carrocería de los autobuses como en las paradas e hitos de toda Vizcaya. El nuevo diseño se implementó en las unidades adquiridas con posterioridad, no repintándose los vehículos ya en funcionamiento. Se comenzó con cuatro coches que se estrenaron el 23 de septiembre. Fue el primer rediseño en 18 años, cuando el amarillo y azul reemplazaron al rojo original.

## Características

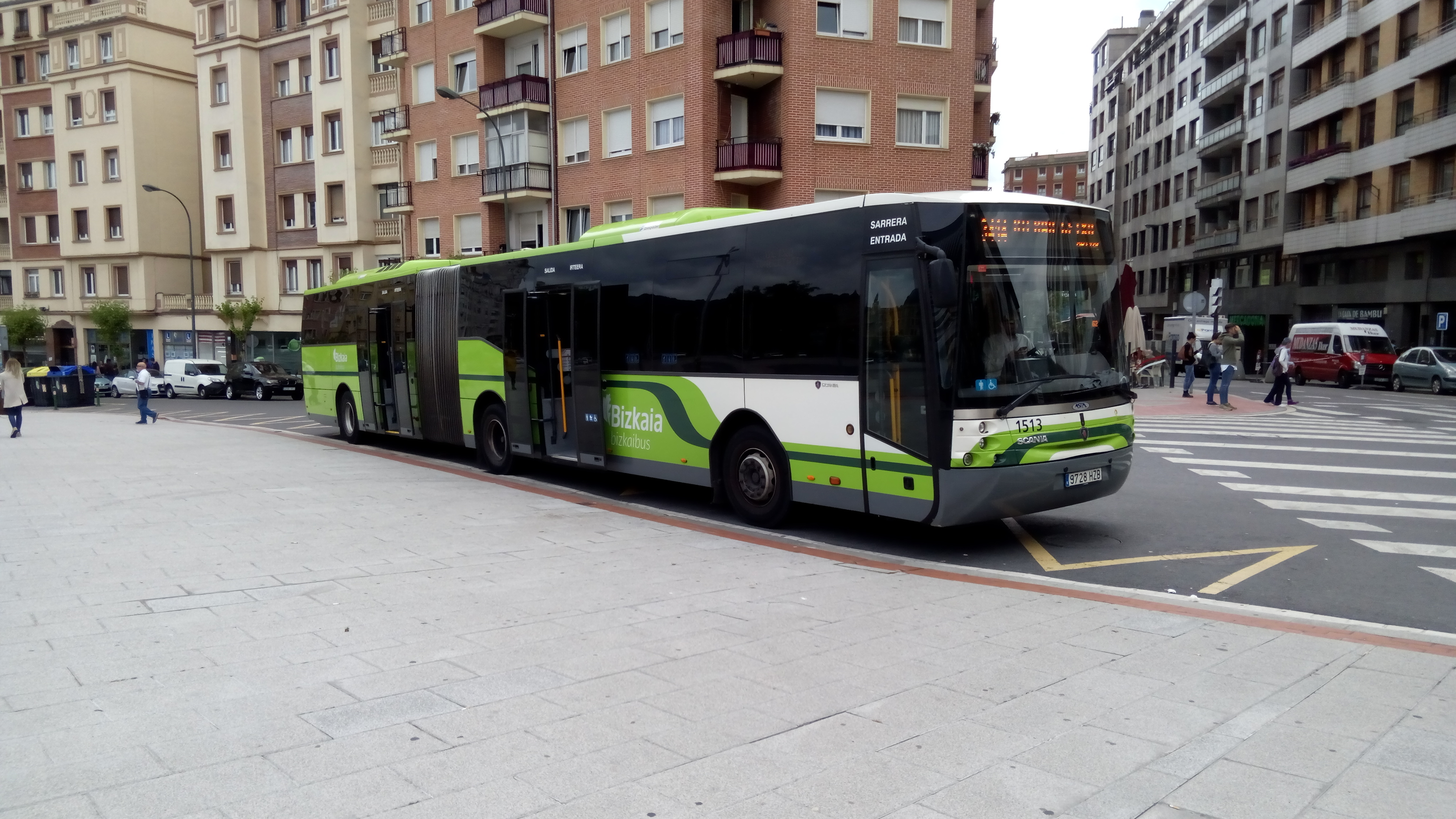
Una unidad articulada de Bizkaibus de la línea Bilbao-Getxo en San Mamés. Dado que los autocares articulados de este tamaño no pueden entrar en Bilbao Intermodal, acaban sus líneas en dicho punto.

A noviembre de 2008, el servicio de Bizkaibus consta de 104 líneas y 2241 paradas. La flota consta de 314 vehículos con una antigüedad media de 6,7 años. El 77 % de los mismos está adaptado para el transporte de personas con movilidad reducida, con suelo bajo o bien con rampas o plataformas. Todos los vehículos poseen letreros electrónicos en el interior para informar de las paradas, casi todos son climatizados y en algunas paradas —las principales— hay terminales de información al usuario sobre los tiempos de espera.
Bizkaibus admite el pago en efectivo o mediante títulos como Creditrans (anteriormente expedido como billete en papel, y actualmente cargable en la tarjeta Barik), coordinado por el Consorcio de Transportes de Vizcaya. Este título es el medio de pago más frecuente, siendo usado en el 60 % de los viajes. Desde el 23 de junio de 2008, Bizkaibus también acepta el bono Gizatrans, destinado a personas mayores de 65 años o con una discapacidad igual o superior al 65 %. El precio del viaje depende del número de zonas que el mismo abarque. Estas zonas son concéntricas y van desde la 1 —que comprende el término municipal de Bilbao— a la 5, que comprende los municipios más alejados de la capital.

## Tarifas y billetes
| Tipo de billete (2018)                                                       | 1 zona | 2 zonas | 3 zonas | 4 zonas | 5 zonas |
| ---------------------------------------------------------------------------- | ------ | ------- | ------- | ------- | ------- |
| Billete ordinario                                                            | 1,35 € | 1,50 €  | 1,90 €  | 2,55 €  | 3,35 €  |
| Creditrans Barik                                                             | 0,99 € | 1,14 €  | 1,39 €  | 1,80 €  | 2,45 €  |
| Gizatrans Barik (jubilados, discapacitados)                                  | 0,59 € | 0,59 €  | 0,59 €  | 0,59 €  | 0,59 €  |
| Gazte Bizkaibus                                                              | 29 €   | 34 €    | 39 €    | 52 €    | 70 €    |
| Transbordo en tiempo inferior a 90 min (20 % de descuento en las dos etapas) | -      | -       | -       | -       | -       |

El título Gazte Bizkaibus es un bono mensual para menores de 26 años empadronados en cualquier municipio del territorio históricos de Vizcaya. Es válido para realizar un número ilimitado de viajes en cualquier línea de Bizkaibus durante 30 días consecutivos a partir de la fecha de compra. La tarifa depende del número de zonas seleccionadas en el momento de la compra.La recarga se realizará en los estancos, quioscos y otros locales comerciales que habitualmente venden tarjetas y recargan Barik. Y también en las cabinas de Bizkaibus. En la A-3247 (Bilbao-Aireportua/Aeropuerto) el billete ocasional de 1 viaje es de 3,00€. Se adquiere en el mismo autobús o en la taquilla ubicada en la sección de llegadas del Aeropuerto de Bilbao. En esta línea si se valida con Barik o los títulos de transporte habituales se cobra la misma tarifa que el resto de líneas.